# Barometz

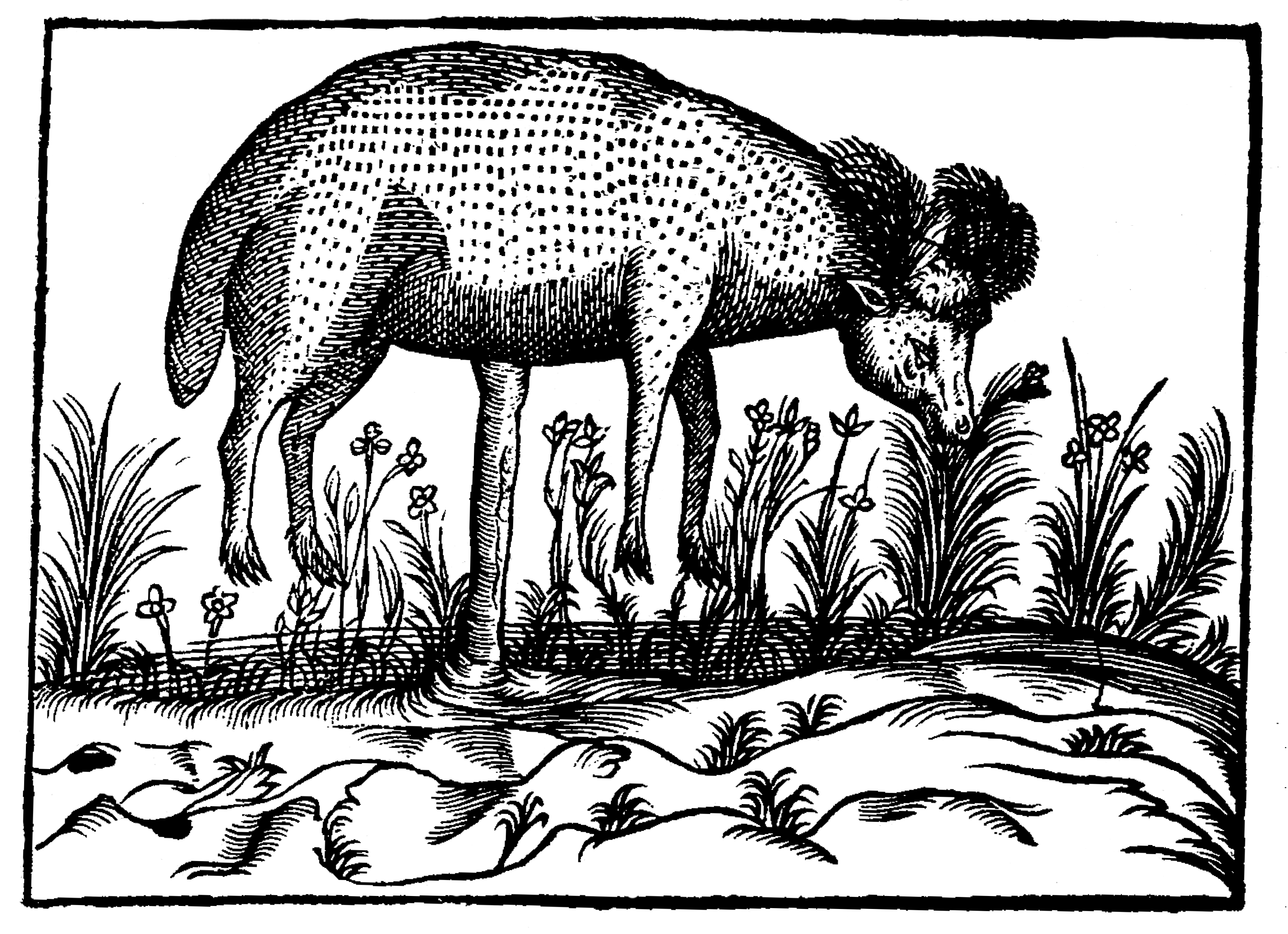
De barometz op een 17e-eeuwse afbeelding

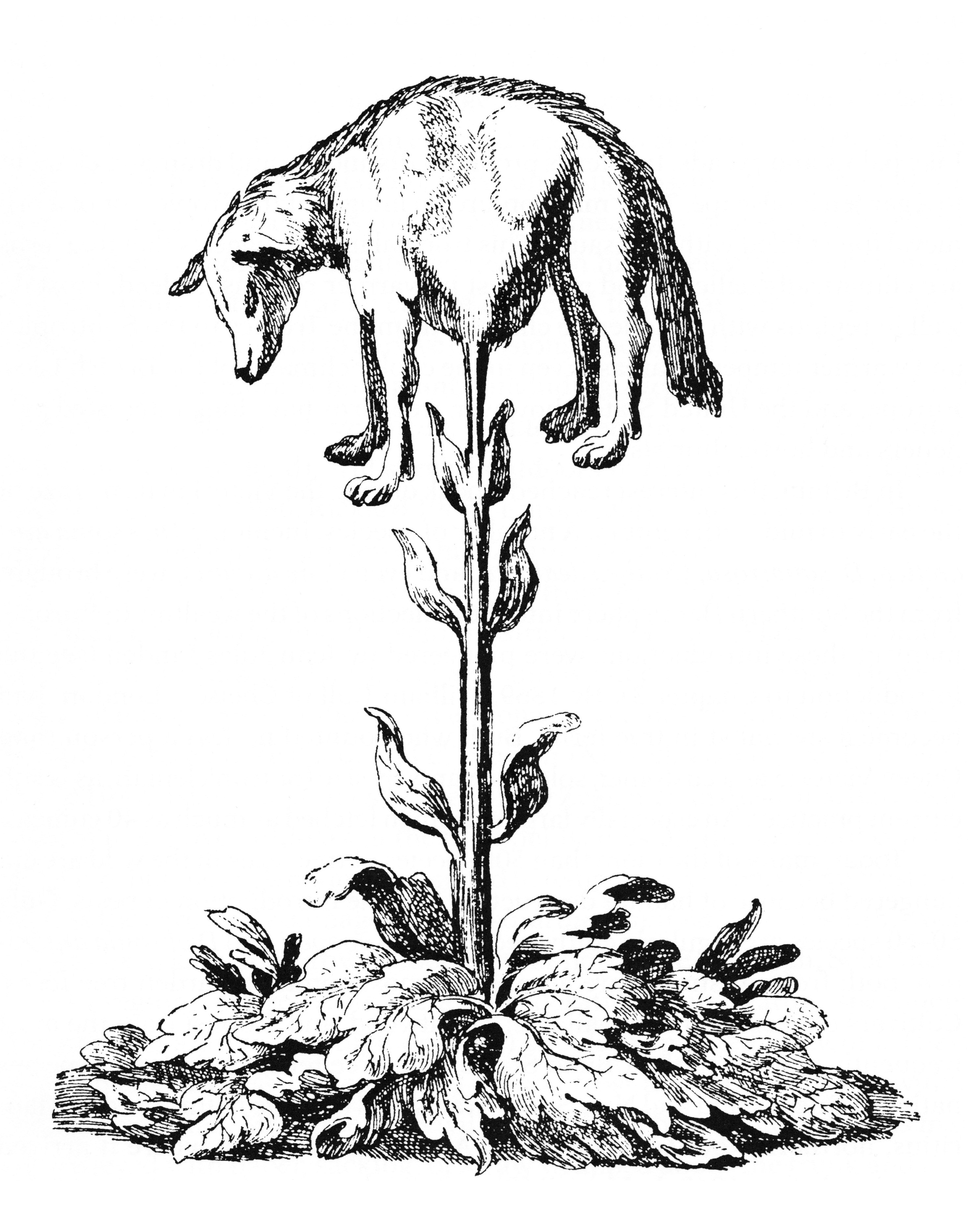
Barometz

De barometz (Russisch: Баранец, baranets, van baran, schaap) of het plantaardige lam van Tartarije was een fabelwezen dat half plant, half dier was. De verhalen over dit wezen dateren minstens uit de 11e eeuw en werden verteld in Europa en het Midden-Oosten. Het historische Tartarije (niet te verwarren met het huidige Tatarije) ligt in het huidige Centraal-Azië, maar vroeger werd er ook wel elke landstreek buiten Europa en Afrika mee aangeduid. Het wezen werd soms ook in Barbarije of Scythië gesitueerd.
De barometz groeide uit een meloenachtig zaad en zag eruit als een schaap dat met zijn navelstreng als een soort stengel aan de grond vastzat. Het dier at al het gras rondom zich en wanneer dit op was stierf het. Zijn vlees smaakte naar vis en zijn bloed naar honing. Wolven schenen er dol op te zijn. De botten zouden de mens de gave van helderziendheid schenken. Anderen stelden zich de barometz voor als een plant waaraan kleine schaapjes groeiden. Deze aten de vegetatie rondom de plant en wanneer die op was kwamen ze los en liepen ze weg. De plant stierf dan.
De oorsprong van deze mythe ligt waarschijnlijk bij de katoenplant. Katoen was in de Middeleeuwen onbekend en reizigers die zo'n plant zagen dachten dat er wol aan groeide.
Er werd ook gehandeld in gedroogde exemplaren van de barometz die geneeskrachtige werking zouden hebben. Dit waren in feite wortelstokken van de boomvaren Cibotium barometz, die inderdaad dierachtige vormen kunnen hebben.
Barometz is het Tartaarse woord voor "lam". Varianten van dit woord zijn borametz, bartomez.